# 2 Ursae Majoris
2 Ursae Majoris är en stjärna i stjärnbilden Stora björnen. Spektraltypen är A2m och magnituden +5,45.